# Åsby, Fors
Åsby är en gård i Fors socken, Eskilstuna kommun invid Strömsholmsåsens utlöpare Åbyåsen.
Åsby ligger i ett område som redan under bronsåldern utgjorde en tätbefolkad bygd. Gravar och skärvstenshögar finns på flera håll runt om på ägorna. Under järnåldern var av gravarnas antal Åsby en av de större byarna i den dåvarande bygden, i anslutning till byn finns ett gravfält om omkring 300 högar, 45 stensättningar och 10 treuddar. Vid Åsbyåsen finns flera rester av forntida hålvägar. Åsby omtalas i skriftliga handlingar första gången 1419. Under slutet av har stora delar av de äldre gårdsmiljöerna i området försvunnit genom Eskilstuna stads expansion. Vid Åsby har dock den äldre gårdsmiljön bevarats.